# Dekehtik
Dekehtik är en ö i Mikronesiska federationen.   Den ligger i kommunen Kolonia Municipality och delstaten Pohnpei, i den centrala delen av landet, 8 km nordost om huvudstaden Palikir. Arean är 2,1 kvadratkilometer.
Terrängen på Dekehtik är mycket platt. Öns högsta punkt är 20 meter över havet. Den sträcker sig 1,9 kilometer i nord-sydlig riktning, och 2,0 kilometer i öst-västlig riktning.